# TT389
TT389 (Theban Tomb 389) è la sigla che identifica una delle Tombe dei Nobili ubicate nell'area della cosiddetta Necropoli Tebana, sulla sponda occidentale del Nilo dinanzi alla città di Luxor, in Egitto. Destinata a sepolture di nobili e funzionari connessi alle case regnanti, specie del Nuovo Regno, l'area venne sfruttata, come necropoli, fin dall'Antico Regno e, successivamente, sino al periodo Saitico (con la XXVI dinastia) e Tolemaico.

## Titolare
TT389 era la tomba di:
| Titolare | Titolo                                          | Necropoli  | Dinastia/Periodo | Note |
| -------- | ----------------------------------------------- | ---------- | ---------------- | ---- |
| Basa     | Ciambellano di Min; Sindaco della Città del Sud | el-Assasif | Periodo Tardo    |      |

## Biografia
Amenemopet, Profeta di Min, fu suo padre e Neferuneit sua madre; Tahert e Beteb furono le sue mogli. Ptahardis il nome di una delle sue figlie.

## La tomba
TT389 si sviluppa planimetricamente a partire da un'anticamera costituita da una sala trasversale da cui un breve corridoio, sulle cui pareti (1 in planimetria) sono riportati i nomi e i titoli del defunto e scene del defunto in adorazione di Amon-Ra, immette in una seconda sala, pure trasversale. Sulle pareti: inni sacri (2) e, su quattro registri sovrapposti (3), un toro e sette vacche, nonché alcuni remi sacri e i quattro Figli di Horo. Una nicchia si apre nel lato corto a sud (4), sul timpano la barca di Ra adorata da alcuni babbuini; all'interno della nicchia formule di offertorio e un inno a Osiride; il defunto dinanzi a Ra-Horakhti e un uomo che offre libagioni al defunto e a una delle sue mogli (?); in due registri, il defunto adora Atum e un uomo con una tavola di offerte di cibo dinanzi al defunto e a una moglie (?); poco oltre (5) testi di litanie. Su altra parete (6) resti della parte inferiore di una statua e, poco oltre (7), su due registri, una delle mogli, Beteb, con una figlia, Ptahardis, nascosta sotto la sedia e un'altra figlia (nome non indicato) di fronte; sul lato corto a nord (8), su lato destro della nicchia, il defunto e la moglie Beteb, seduti, dinanzi ai quali si trova un uomo; sul lato opposto un uomo dinanzi a una coppia (non identificabile). Poco oltre (9), su due registri, i titoli del defunto e un uomo in atto di offertorio dinanzi al defunto; segue (10) la rappresentazione di una statua (?) mummiforme e (11) una nicchia, originariamente destinata a contenere una statua di Hathor, rappresentata come vacca sacra, che protegge un re (non identificabile), e testi dedicatori.

### Annotazioni
1. ↑  La numerazione dei locali e delle pareti segue quella di Porter e Moss 1927, p. 438.
2. ↑  La prima numerazione delle tombe, dalla numero 1 alla 252, risale al 1913 con l'edizione del "Topographical Catalogue of the Private Tombs of Thebes" di Alan Gardiner e Arthur Weigall. Le tombe erano numerate in ordine di scoperta e non geografico; ugualmente in ordine cronologico di scoperta sono le tombe dalla 253 in poi.
3. ↑  I campi della Duat, ovvero l'aldilà egizio, si trovavano, secondo le credenze, proprio sulla riva occidentale del grande fiume.
4. ↑  Nella sua epoca di utilizzo, l'area era nota come "Quella di fronte al suo Signore" (con riferimento alla riva orientale, dove si trovavano le strutture dei Palazzi di residenza dei re e i templi dei principali dei) o, più semplicemente, "Occidente di Tebe".
5. ↑  le Tombe dei Nobili, benché raggruppate in un'unica area, sono di fatto distribuite su più necropoli distinte.
6. ↑  Le note, sovente di inquadramento topografico della tomba, sono tratte dal "Topographical Catalogue" di Gardiner e Weigall, ed. 1913 e fanno perciò riferimento alla situazione dell'epoca.
7. ↑  Altro nome con cui veniva indicata la Tebe nilotica.

### Fonti
1. ↑  Gardiner e Weigall 1913.
2. ↑  Donadoni 1999,  p. 115.
3. 1 2 3 4  Porter e Moss 1927,  p. 440.
4. ↑  Porter e Moss 1927,  p. 440.